# Charles Lepierre
Paul Charles Lepierre (Paris, 12 de Novembro de 1867 — Lisboa, 17 de Dezembro de 1945), mais conhecido por Charles Lepierre, foi um químico e professor universitário de origem francesa que se distinguiu no estudo e caracterização físico-química das águas minerais e minero-medicinais de Portugal.

## Biografia
Paul Charles Lepierre nasceu em Paris, filho de François Joseph Lepierre, nascido em 10 de Novembro de 1835 em Trémel (Bretanha) e de Marguerite Cirgoudou, nascida 28 de Fevereiro de 1832 em Mauriac (Cantal), (Auvergne).
Após completar a instrução primária, que frequentou de 1873 a 1881 em escolas da cidade de Paris, ingressou em 1881, como bolseiro externo, na École Turgot (a École supérieure municipale Turgot), um estabelecimento de ensino primário superior fundado em 1839 e mantido pela cidade de Paris, onde concluiu o ensino secundário com bom aproveitamento. Ainda enquanto aluno da École Turgot recebeu prémios escolares, evidenciando já gosto pelas Ciências Físico-Naturais.
Por indicação do professor Léon Gérardin, que então ensinava História Natural na École Turgot, concorreu em 1884 à École de Physique et de Chimie Industrielles, um estabelecimento de ensino técnico de Paris, então de fundação recente (1882) e que mais tarde ficou anexa à Sorbonne. Frequentou aquela instituição de 1884 a 30 de Julho de 1887, data em que terminou o curso de engenheiro químico.
Após a conclusão do curso encontrou emprego como engenheiro industrial numa fábrica de açúcar de beterraba, a Sucrerie de Clermont – les Formes, em Aisne, no norte de França, onde trabalhou de Agosto de 1887 a Janeiro de 1888. Trabalhava naquela fábrica quando em Dezembro de 1887 se encontrou em Paris com o Professor José Júlio Rodrigues, que então ensinava na Escola Politécnica de Lisboa e no Instituto Industrial e Comercial de Lisboa, e que procurava encontrar técnicos que pudessem auxiliar a modernização do ensino técnico-científico ministrado naqueles estabelecimentos. Aceitou as bases do um eventual primeiro contrato com o Governo Português, mostrando-se interessado em trabalhar em Lisboa. Na sequência desse encontro recebeu um convite, endereçado pelo professor Roberto Duarte Silva, que o seleccionara de entre vários candidatos propostos para trabalhar como chefe de trabalhos de química da Escola Politécnica de Lisboa e como preparador do Instituto Industrial e Comercial de Lisboa. Assinou o contrato a 24 de Fevereiro de 1888, permanecendo em Paris até Maio daquele ano, em comissão do Governo Português, para obter colecções de tecnologia para as oficinas de demonstração do Instituto Industrial e Comercial de Lisboa e para preparação do curso prático de Química da Escola Politécnica.
Chegou a Lisboa em 30 de Maio de 1888, data em que iniciou funções em Portugal, trabalhando como chefe de trabalhos de Química da 6.ª  cadeira (Química Mineral) da Escola Politécnica de Lisboa e como preparador das aulas práticas da cadeira de Indústrias Químicas do Instituto Industrial de Lisboa, funções que manteria até Agosto de 1889, data em que foi nomeado professor de Química da Escola Industrial de Coimbra. Entretanto de Agosto a Outubro de 1889 foi delegado do Governo Português na Exposição Universal de Paris daquele ano.
Terminada a sua participação no certame parisiense, seguiu para Coimbra, cidade onde permaneceria durante 20 anos, inicialmente como professor da Escola Industrial e depois como preparador e investigador da Universidade de Coimbra. Casou em 1889, em Paris, com Eugénie Suzanne Champion e deste casamento nascerem três filhos, todos naturais de Coimbra. Nos meses de Julho e Agosto de 1896 foi delegado do Governo Português ao 2.º Congresso de Química Industrial que então se realizou em Paris.
Em Outubro de 1891 foi nomeado preparador e chefe de trabalhos do laboratório de microbiologia da Universidade de Coimbra, onde instalou as modernas técnicas da microbiologia, trabalho então pioneiro em Portugal. Foi também introdutor e pioneiro em Portugal nos estudos de química sanitária e de bioquímica, tendo fundado na Universidade de Coimbra no ano lectivo de 1897/1898 a primeira cadeira de Química Biológica que funcionou em Portugal. Entre os anos de 1904 e 1909 foi encarregado de leccionar a cadeira de Engenharia Sanitária do Curso de Medicina Sanitária daquela Universidade.
Exerceu funções técnicas e de ensino prático na Universidade de Coimbra até Agosto de 1911, acumulando com diversas outras tarefas científicas. Entre essas tarefas destaca-se uma estada em Paris, em missão da Universidade de Coimbra, de Julho a Outubro de 1894, e a participação, como delegado do Governo Português, no 2.º Congresso de Química Industrial realizado em Paris de Julho a Agosto de 1896. Foi também membro secretário da Comissão de Estudos de Métodos e Bases de Apreciação das Substâncias Alimentares, ao tempo a funcionar no âmbito do Ministério do Fomento. Entre Maio de 1905 e Agosto de 1911 foi director dos Serviços Municipalizados de Coimbra, tendo dirigido inicialmente os serviços de produção e distribuição de gás de cidade e depois das águas e tracção eléctrica nos transportes públicos urbanos.
Em 1906 foi um dos relatores oficiais e presidente de honra da Secção de Fisiologia do 15.º Congresso Internacional de Medicina que se realizou em Lisboa. Em 1907 foi relator oficial do 4.º Congresso da Liga Nacional Contra a Tuberculose, que se realizou no Porto. Em 1912 foi nomeado delegado do Governo Português ao 8.º Congresso Internacional de Química Aplicada, que se realizou em Nova Iorque. 
No contexto da grande reforma do ensino universitário em Portugal que se seguiu à implantação da República, por indicação do professor Alfredo Bensaúde foi convidado por Manuel de Brito Camacho, ao tempo Ministério do Fomento, para integrar o corpo docente do novo Instituto Superior Técnico de Lisboa. Assim, a 3 de Agosto de 1911 foi nomeado professor daquele Instituto, pelo que deixou Coimbra e todos os cargos oficiais que desempenhava naquela cidade, pondo termo a uma permanência 22 anos ao serviço da até então única Universidade portuguesa.
No IST foi inicialmente encarregado do ensino da Química Tecnológica e da Análise Química e pouco depois da Química Orgânica. Exerceu funções docentes e de investigação durante 26 anos no Instituto Superior Técnico, apenas cessando funções por reforma em 12 de Novembro de 1937, data em que atingiu o limite de idade.
Dirigiu igualmente o Instituto de Hidrologia de Lisboa e o laboratório do Instituto Português de Conservas de Peixe.
A análise química foi uma das suas principais áreas de actividade, tendo ficado particularmente conhecido pelo importante trabalho analítico sobre águas minero-medicinais portuguesas. Realizou igualmente importantes estudos sobre o volfrâmio e para a indústria das conservas de peixe, domínios de especial relevância para a economia portuguesa da primeira metade do século XX.
Casou em 1889, em Paris, com Eugénie Suzanne Champion, tendo o casal três filhos, todos nascidos em Coimbra: Madeleine em 1890, Henry em 1891 e Jeanne em 1896. Madeleine casou com o jurista e advogado António Tinoco,  com quem teve dois filhos, António Lepierre Tinoco, director do Diário Popular, e Carlos Lepierre Tinoco, engenheiro civil formado no IST, falecido 1941. Henry foi engenheiro diplomado por uma escola francesa, mas faleceu jovem.
, em 1915, ao serviço do Exército Francês nas trincheiras da Primeira Guerra Mundial. Jeanne casou com Henry Reynaud, um comerciante de origem francesa estabelecido em Lisboa, tendo em 1920 uma filha, Paulette Lepierre Reynaud.
Foi membro de diversas sociedades francesas em Portugal, destacando-se como presidente da Socièté de l’Ècole Française de Lisbonne, que esteve na génese da criação do ensino em língua francesa em Lisboa. Faleceu na sua residência de Lisboa a 17 de Dezembro de 1945, tendo nesse mesmo ano o governo francês adquirido terrenos em Lisboa, na zona das Amoreiras, nos quais sete anos mais tarde, no aniversário do seu falecimento, cumprindo assim o desejo e promessa de José Caeiro da Mata, ao tempo Ministro da Educação, foi inaugurado o Lycée Français Charles Lepierre (Liceu Francês Charles Lepierre).  Foi também presidente da Socièté de Bienfaisance Française, entidade que opera o Hôpital de S. Louis de Lisboa.[carece de fontes?] Em 1927 foi co-autor da obra Águas Termais das Alcaçarias do Duque, em conjunto com o médico José Ascenção Contreiras.
Por sugestão da Ordem dos Engenheiros, o Conselho Escolar do Instituto Superior Técnico (IST) aprovou a atribuição da designação de Laboratório Charles Lepierre ao laboratório de Química Analítica instalado nas instalações daquele instituto, sendo ali colocado uma lápide no decorrer de uma cerimónia de homenagem.
Foi agraciado com os seguintes graus das Ordens Honoríficas portuguesas: Oficial da Ordem Militar de Sant'Iago da Espada (30 de abril de 1920), Comendador da Ordem Militar de Cristo (18 de outubro de 1928) e Grande-Oficial da Ordem da Instrução Pública (3 de setembro de 1931).
Em 1937, devido à lei da época não lhe conceder o direito à aposentação por ser estrangeiro e por já ter atingido o limite de idade de 70 anos, foi-lhe concedida, por decreto especial, a pensão mensal de 2.600$00.